# El Cuy (plaats)
El Cuy is een plaats in het Argentijnse bestuurlijke gebied El Cuy in de provincie Río Negro. De plaats telt 479 inwoners.